# Fritz Neumeyer (Musiker)
Fritz Neumeyer (* 2. Juli 1900 in Saarbrücken; † 16. Januar 1983 in Freiburg im Breisgau) war ein deutscher Cembalist, Pianist, Musikwissenschaftler und Komponist.

## Leben
Der als Sohn eines Weinhändlers in Saarbrücken geborene Fritz Neumeyer studierte 1919 bis 1921 in Köln Musiktheorie bei Franz Bölsche und Klavier bei Lonny Epstein, dann 1921 bis 1924 in Berlin Orchesterleitung bei Alexander von Fielitz, Musiktheorie bei Wilhelm Klatte und Klavier bei James Kwast. Gleichzeitig studierte er an den Universitäten von Köln und Berlin Musikwissenschaften. Von 1924 bis 1927 schloss sich eine Tätigkeit als Korrepetitor, Kapellmeister und Chorleiter am Stadttheater in Saarbrücken an. Entscheidend für seine weitere Laufbahn war die Begegnung mit dem Musikforscher Curt Sachs im Jahre 1928. Sachs war Direktor der Berliner Instrumentensammlung und weckte Neumeyers Interesse an historischen Instrumenten und quellenorientierter Aufführungspraxis. Ende der 20er Jahre begann Neumeyers lange Karriere als Cembalist. Von 1930 an sammelte er auch selbst historische Tasteninstrumente. 1933 gründete er die „Saarbrücker Vereinigung für Alte Musik“. Häufig trat er mit Gustav Scheck und August Wenzinger im Kammertrio für Alte Musik gemeinsam auf, einer Formation, die von 1935 bis 1965 bestand. Von 1939 bis 1944 war er Professor an der Berliner Musikhochschule, dann von 1946 bis 1968 Professor für historische Tasteninstrumente an der Musikhochschule Freiburg im Breisgau. Seit 1954 war er Mitglied der Cappella Coloniensis, einem der ersten Kammerorchester, das auf historischen Instrumenten spielte. Von 1960 bis 1965 war er außerdem Mitglied der Wiener Solisten. Von 1968 bis zu seinem Tod bildete er mit seinem Schüler Rolf Junghanns ein erfolgreiches Cembalo-Duo. Ein weiterer wichtiger Schüler von ihm war Hugo Ruf.

## Bedeutung
Neumeyer gilt heute als einer der Väter der historischen Aufführungspraxis. Als Cembalist lag sein Ansatzpunkt in der fundamentalen Kritik an der Bau- und Spielweise der sog. Konzert-Cembali, die keine historischen Instrumente waren, sondern der (im Nachhinein als untauglich erkannte) Versuch des späten 19. Jahrhunderts, einen großen, durchsetzungsfähigen Cembalo-Klang zu erzeugen, der auch einem größeren Orchester klanglich ebenbürtig war. Derartige großformatige Cembali mit Stahlrahmen eignen sich jedoch nicht zur Darstellung der differenzierten, typisch „silbrigen“ Klangwelt der Barock-Cembali.
Schon in den 1920er Jahren wandte sich Neumeyer deshalb Versuchen zu, mit historischen Instrumenten oder Nachbauten den originalen Klang alter Musik zu reproduzieren. 1933 gründete er in Saarbrücken die „Vereinigung für Alte Musik“, 
Neumeyers Spiel ist durch zahlreiche Schallplattenaufnahmen dokumentiert. 1960 nahm er mit dem Ensemble „Collegium Terpsichore“ erstmals sechs Tänze aus Michael Praetorius’ Terpsichore auf. Er sammelte zahlreiche historische Tasteninstrumente, die heute in der „Sammlung historischer Tasteninstrumente Fritz Neumeyer“ in Bad Krozingen zusammengefasst sind.
Seine Bedeutung als Komponist ist geringer. Er hinterlässt Lieder, Chorkompositionen und Kammermusik. 
Seit 1993 besteht in Saarbrücken die Fritz-Neumeyer-Akademie für Alte Musik im Saarland, die (gemeinsam mit dem Saarländischen Rundfunk) regelmäßig den Fritz-Neumeyer-Preis für Alte Musik vergibt und seit 2001 die Tage für Alte Musik im Saarland (TAMIS) veranstaltet.